# ريشا سوني
ريشا سوني (بالإنجليزية: Richa Soni)‏ هي ممثلة هندية، ولدت في 8 يوليو 1985 في Muzaffarpur district ‏ في الهند.